# Ceará (tênder de submersíveis)
Ceará foi um navio do tipo tênder operado pela Marinha do Brasil. A embarcação foi construída nos estaleiros da Fiat-Sant Giorgio, em La Spezia, Itália. Foi comissionado na armada em 28 de abril de 1917.
Na Marinha do Brasil, operou como navio de suporte às embarcações da Flotilha de Submarinos, fornecendo reparos, manutenção, torpedos, energia elétrica, ar comprimido, combustível, água doce e destilada, sobressalentes e alojamento para as tripulações. A baixa foi registrada em 25 de março de 1946.